# Бродовое (Воронежская область)
Бродовое — село в Аннинском районе Воронежской области России.
Административный центр Бродовского сельского поселения.

## География
Бродовое расположено на левом берегу реки Битюг.
Ближайшие сёла: Новый Курлак, Садовое, Моховое.

## История
Бродовое основано в 1780 году и первоначально называлось Луховское по названию села переселенцев из Подмосковья. До 1917 года в селе проводилась Покровская ярмарка, которая славилась на всю округу. В годы ВОВ в Бродовом размещалась редакция фронтовой газеты Воронежского фронта. В селе в годы войны был генерал Черняховский.

## Население
| 1859  | 1897  | 2000  | 2005  | 2010  | 2012  | 2013  | 2014  | 2015  |
| ----- | ----- | ----- | ----- | ----- | ----- | ----- | ----- | ----- |
| 2238  | ↗2602 | ↘1472 | ↘1443 | ↘1337 | ↘1288 | ↘1256 | ↘1229 | ↗1234 |
| 2016  | 2017  | 2018  | 2019  | 2020  | 2021  |       |       |       |
| ↘1214 | ↗1231 | ↘1228 | ↘1203 | ↘1197 | ↗1239 |       |       |       |

## Инфраструктура
В настоящее время в Бродовом имеется средняя школа, детский сад, дом культуры, несколько магазинов, медпункт, почтовый пункт. В село проведён газ и покрытие 4G.